# Etropus delsmani delsmani
Etropus delsmani delsmani is een ondersoort van de straalvinnige vissen uit de familie van de schijnbotten (Paralichthyidae). De wetenschappelijke naam van de soort is voor het eerst geldig gepubliceerd in 1940 door Paul Chabanaud.